# Passivité
En psychologie, la passivité est un état du corps et de l'esprit dans lequel le sujet s'abstient de toute prise de position sur des choix simples ou importants dans sa vie de tous les jours. La passivité est un symptôme de maintes maladies ou anomalies mentales telles qu'un trouble de la personnalité ou de la schizophrénie. Il se caractérise par une lenteur motrice ou psychologique ou par une approbation inconditionnelle aux événements et situations qui entourent le sujet.